# Чхунхян
Чхунхян — балет по одноимённой корейской народной повести в форме пхансори, поставленной балетной труппой Юнивёрсал-балет. Чхунхян, дочь кисэн, и её тайный возлюбленный аристократ расстаются, когда последний уезжает из города. Её всячески пытается соблазнить новый губернатор и сделать своей наложницей, но она дает отпор ценою своей жизни. В тот самый момент, когда губернатор вот-вот убьет её, возвращается из дальнего путешествия её возлюбленный и спасает её от рук убийцы.

## Тема
Сюжет показывает самоотверженную супружескую верность главной героини, Чхунхян, хранящей сердце для возлюбленного в разлуке, которого она вряд ли встретит снова. История Чхунхян пронизана сильними чувствами, столь хорошо знакомыми корейскому народу, и труппа Юниверсал-балет попыталась своим шедевром донести до иностранной публики ценности древней культуры Кореи через балет, так, чтобы Западу было легче понять тонкости Востока 

## История балетаЧхунхян
В 1984 году создается компания классического балета Юниверсал-балет
В 2005 году начался творческий процесс, а в 2006 году было представлено критикам на обозрение Первое действие балета.
В 2007 году состоялась премьера балета Чхунхян, ознаменовавшая 25-летие создания Юниверсал-балета и одновременно первую годовщину театра Арам Нури, расположенного в Кояне. Театр управляется партнёром Юниверсал-балета - Культурным фондом города Коян, который выступал партнером проведения балета Чхунхян

## Постановка

### Первое действие
Единственный сын губернатора на весеннем фестивале увидел качающуюся на качелях под ивой прекрасную девушку, в которую влюбляется. Она оказывается дочерью кисэн, но мысли о ней не покидают его. Её зовут Чхунхян.
Лакей господина и домработница Чхунхян организуют для них встречу и они встречаются на протяжении всей весны и лета. Когда отец узнает о любовной связи, он приходит в бешенство. Когда он просит у отца согласия на брак, он заключает его под домашний арест. Он тайком сбегает из дому и втайне женится на Чхунхян.
Мать Чхунхян поощряет их связь и они встречаются всю осень и их чувства становятся все глубже. Но они не подозревают о предстоящей разлуке. Отца господина командируют в другой город и сын должен его сопровождать для сдачи квалификационного экзамена для получения права на работу в госслужбе. Чхунхян и молодой господин разлучены и не знают, встретятся ли когда-нибудь снова.

### Второе действие
Грамотеи со всего королевства съехались во Двор Кёнбоккуна и лично сам король принимает у них экзамен. Молодой господин уверенно сдает экзамен, получает высший балл и назначается  королевским эмиссаром, его секретным агентом. Он путешествует по всему королевству, выполняя свою работу, переодевшись до неузнаваемости. Его командируют в тот город, где живёт Чхунхян.

### Третье действие
До нового губернатора доходят слухи, что якобы Чхунхян является самой красивой кисэн. Он посылает за ней и поражается её красотой и предлагает стать его наложницей. Она отвергает предложение и он в ярости приказывает заключить её в тюрьму.
Во время празднования своего дня рождения, новый губернатор в окружении множества самых красивых кисэн не может перестать думать о Чхунхян, все время сравнивая её красоту с красотой других женщин. Он посылает обратно за ней в тюрьму. Когда она повторно отказывает ему, стража губернатора уводит её и пытает, но безуспешно; её снова уводят в тюрьму.
В это время секретные эмиссары короля окружили губернатора и предъявляют ему обвинения в коррупции. Молодой господин сталкивается с сопротивлением со стороны губернатора, но победив вместе со своими коллегами несметные силы зла, он принуждает уйти со своего поста. Он разыскивает Чхунхян в тюрьме и находит её тощей и измождённой. Чхунхян не узнает его сначала. Потом следует счастливое воссоединение с красивой театральной концовкой История Чхунхян Архивная копия от 28 сентября 2007 на Wayback Machine

## В кино
Также по одноимённой пхансори снят корейский фильм 2000 года Чхунхян режиссёра Им Квон Тхэка, в главной роли которого снимался Ли Хё Джонг. Фильм попал  на Каннский кинофестиваль 2000.